# Бадіс
Ба́діс (Badis) — прісноводний рід дрібних окунів, що походять з Індії, М'янми та Індокитаю. Разом з представниками роду даріо (Dario) вони утворюють окрему родину бадієвих (Badidae).

## Опис
Бадіси мають порівняно невисоке, стиснуте з боків тіло з невеликою головою. Профіль спини трохи вигнутий назовні, тоді як лінія черева є майже прямою, а у самців буває навіть увігнутою. Спинний плавець довгий.
Самці бадісів більші за самиць і набагато яскравіше забарвлені. Характерною ознакою цих риб є різка зміна забарвлення, що спостерігається переважно у самців. Залежно від настрою, на тілі й плавцях можуть виявлятися зовсім різні фарби. Зміни ці відбуваються протягом декількох хвилин, а то й секунд. Просто чудовими виглядають збуджені самці в нерестову добу. Проте слід зазначити, що більшість часу самці бадісів усе-таки мають не дуже яскраве забарвлення. Самиці ж у них взагалі невиразні.

## Види
До ревізії роду, проведеної 2002 року іхтіологами шведом Свеном Кулландером (швед. Sven O. Kullander) і британцем Ральфом Брітцом (англ. Ralf Britz), уважалося, що бадієві представлені лише одним видом Badis badis з декількома локальними формами або підвидами. Підвиди B. badis siamensis і B. badis burmanicus були підвищені до рангу видів (B. assamensis і B. ruber відповідно), і водночас було описано вісім нових, досі невідомих видів. Станом на початок 2024 року чисельність роду зросла до 25 видів:
- Badis andrewraoi  Valdesalici & van der Voort, 2015 — бадіс Рао; стандартна довжина (без хвостового плавця) до 3,9 см; Західний Бенгал (Індія);
- Badis assamensis  Ahl, 1937 — асамський бадіс; стандартна довжина до 6,8 см; басейн річки Брахмапутра (Індія);
- Badis autumnum  Valdesalici & van der Voort, 2015 — бадіс аутумнум; загальна довжина до 3,6 см; Західний Бенгал (Індія);
- Badis badis  (Hamilton, 1822) — риба-хамелеон, або звичайний бадіс; загальна довжина до 8 см; басейн річки Ганг (Північна Індія, Бангладеш, Непал, Бутан);
- Badis blosyrus  Kullander & Britz, 2002 — бадіс блосирус; стандартна довжина до 3,4 см; басейн річки Брахмапутра (Індія);
- Badis britzi  Dahanukar, Kumkar, Katwate & Raghavan, 2015 — бадіс Брітца; стандартна довжина до 3,3 см; Карнатака (Південна Індія);
- Badis chittagongis  Kullander & Britz, 2002 — читтагонзький бадіс; стандартна довжина до 3,5 см; гірські річки поблизу міста Читтагонг (Бангладеш);
- Badis corycaeus  Kullander & Britz, 2002 — бадіс корицеус; стандартна довжина до 3,5 см; басейн річки Іраваді (М'янма);
- Badis dibruensis  Geetakumari & Vishwanath, 2010 — дибруенський бадіс; стандартна довжина до 4,1 см; річка Дибру (притока Брахмапутри) в Асамі (Індія);
- Badis ferrarisi  Kullander & Britz, 2002 — бадіс Ферраріса; стандартна довжина до 3,7 см; басейн річки Іраваді (М'янма);
- Badis juergenschmidti  Schindler & Linke, 2010 — бадіс Шмідта; стандартна довжина до 3,5 см; південна М'янма;
- Badis kaladanensis  Ramliana, Lalronunga & Singh, 2021
- Badis kanabos  Kullander & Britz, 2002 — бадіс канабос; стандартна довжина до 3,4 см; басейн річки Брахмапутра (Індія);
- Badis khwae  Kullander & Britz, 2002 — кхвенойський бадіс; стандартна довжина до 3,5 см; річка Кхвеной в Таїланді;
- Badis kyanos  Valdesalici & van der Voort, 2015 — бадіс кіанос; стандартна довжина до 3,5 см; Західна Бенгалія (Індія);
- Badis kyar  Kullander & Britz, 2002 — бадіс кьяр, або тигровий бадіс; стандартна довжина до 3,8 см; басейн річки Іраваді (М'янма);
- Badis laspiophilus  Valdesalici & van der Voort, 2015 — бадіс ласпіофілус; стандартна довжина до 2,1 см; Західний Бенгал (Індія);
- Badis limaakumi Praveenraj, 2023 — Індія;
- Badis pancharatnaensis  Basumatary, Choudhury, Baishya, Sarma & Vishwanath, 2016 — панчаратнанський бадіс; стандартна довжина до 3,7 см; басейн річки Брахмапутра (Асам, Індія);
- Badis pyema  Kullander & Britz, 2002 — бадіс пьєма; стандартна довжина до 4,1 см; басейн річки Іраваді (північна М'янма);
- Badis ruber  Schreitmüller, 1923 — бірманський бадіс; стандартна довжина до 5,0 см; басейни річок Меконг, Салуїн та Іраваді (М'янма, Лаос і Таїланд);
- Badis siamensis  Klausewitz, 1957 — сіамський бадіс; стандартна довжина до 3,9 см; Таїланд;
- Badis singenensis  Geetakumari & Kadu, 2011 — сингенський бадіс; стандартна довжина до 3,7 см; басейн річки Брахмапутра (Аруначал-Прадеш, Індія);
- Badis soraya  Valdesalici & van der Voort, 2015 — бадіс сорая; стандартна довжина до 3,2 см; Західний Бенгал (Індія);
- Badis triocellus  Khynriam & Sen, 2013 — бадіс тріоцелус; загальна довжина до 4,9 см; Північно-Східна Індія (штати Аруначал-Прадеш, Асам, Мегхалая);
- Badis tuivaiei  Vishwanath & Shanta, 2004 — туйвайський бадіс; стандартна довжина до 5,6 см; Маніпур (Індія).

Схожі за морфологією та забарвленням види роду об'єднують у групи. Найбільшою серед них є badis-група, до якої належать B. badis, B. chittagongis, B. dibruensis, B. ferrarisi, B. kanabos, B. soraya, B. tuivaiei і B. pancharatnaensis. До assamensis-групи належать 2 види (B. assamensis і B. blosyrus), до corycaeus-групи — також 2 види (B. corycaeus і B. pyema), до ruber-групи — 3 види (B. khwae, B. ruber і B. siamensis), ще 2 види (B. singenensis і B. laspiophilus) утворюють singenensis-групу і 3 види (B. andrewraoi, B. autumnum і B. kyanos) — autumnum-групу. Види B. kyar, B. britzi і B. juergenschmidti стоять окремо.

## Утримання в акваріумі
Бадісів уже давно тримають в акваріумах. Загалом це не дуже вибагливі риби. Їх можна тримати в спільному акваріумі разом з іншими рибами, близькими до них за розмірами. Проте таке рішення не є найкращим. Бадіси мають лякливий і малорухливий характер і постійно перебувають у схованках. Щоб вони не померли з голоду, корм їм потрібно кидати персонально, прямо під носа.
У схованках бадіси перебувають й у видовому акваріумі, такий у них спосіб життя. Вони постійно стоять хвостом трохи донизу серед густих кущів рослин, між камінням, корінням, у печерах.
Дорослі самці поводять себе територіально. Вони облюбовують певну схованку й займають навколо неї собі територію. Інших самців у цю зону вони не пускають. Риби повинні мати достатньо простору, щоб ці території не перетиналися. Інакше бійки між самцями можуть скінчитися трагічно для слабшого з них.
Годують бадісів виключно дрібним живим кормом.
Нерест парний, відбувається в печерах. Процес відкладання ікри нагадує нерест лабіринтових риб. Самець доглядає за ікрою та личинками, поки ті не почнуть вільно плавати.